# Tilesia macrocephala
Tilesia macrocephala là một loài thực vật có hoa trong họ Cúc. Loài này được (H.Rob.) Pruski miêu tả khoa học đầu tiên năm 1996.

## cu dái nhú bằng
cây lát 
| ỉ | ỉa 1. · |
| Bài viết tông cúc Heliantheae này vẫn còn sơ khai. Bạn có thể giúp Wikipedia mở rộng nội dung để bài được hoàn chỉnh hơn. |         |